# Edmund Motyl
Edmund Kazimierz Motyl (ur. 1943, zm. 14 sierpnia 2024) – polski inżynier elektryk. Absolwent Politechniki Wrocławskiej. Od 2008  profesor na Wydziale Elektrycznym Politechniki Wrocławskiej.
Profesor Edmund Motyl należał do grupy czołowych polskich specjalistów prowadzących badania prądów termo-stymulowanych, jak i badań ładunku przestrzennego. Pełnił liczne funkcje w organizacjach naukowych, m.in. jako Sekretarz Polskiego Komitetu Materiałów Elektrotechnicznych SEP (1994–2002), zastępca przewodniczącego PKME od 2002 r., członek Polskiego Komitetu Elektrostatyki od 1998 r., członek PTETiS od 2000 r., członek Materials Research Society od 2003 r.
Za działalność naukowo-badawczą i dydaktyczną został wyróżniony wieloma nagrodami Rektora, Dziekana Wydziału Elektrycznego i Dyrektora Instytutu Podstaw Elektrotechniki i Elektrotechnologii Politechniki Wrocławskiej. Odznaczony został Złotą Odznaką Politechniki Wrocławskiej, Złotym Krzyżem Zasługi oraz Srebrną Odznaką SEP. Zmarł 14 sierpnia 2024.